# Aspidoras

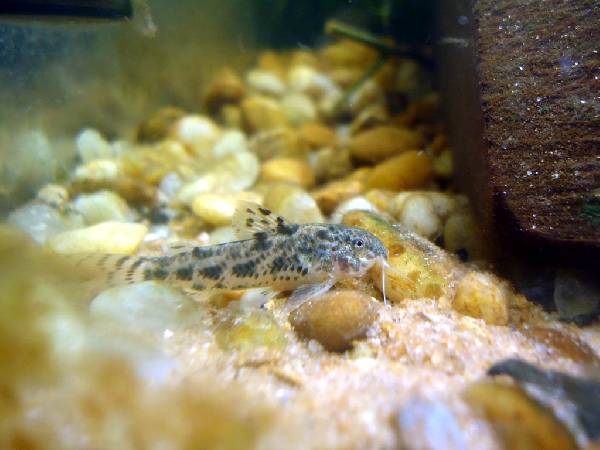
Aspidoras taurus

Aspidoras là một chi cá da trơn nước ngọt thuộc phân họ Corydoradinae trong họ Callichthyidae, bắt nguồn từ quốc gia Brazil. Cái tên Aspidoras của chi được ghép từ hai từ aspis ("tấm khiên") và dora ("da") trong tiếng Hy Lạp.

## Phân loại
Aspidoras có thể dễ dàng phân biệt với các loài thuộc chi khác trong phân họ Corydoradinae bởi sự xuất hiện của thóp đầu; là đặc điểm duy nhất của những loài thuộc chi Aspidoras. Tuy nhiên, nhiều loài thuộc chi Aspidoras lại tương tự nhau và thường khó để phân biệt chúng. Nếu không có mẫu vật, rất khó để xác định đích danh một loài chỉ qua những tấm hình chụp. Chúng đều là những loài cá nhỏ; riêng loài A. taurus dài hơn 5 cm. Loài điển hình của chi Aspidoras này là Aspidoras rochai.
Đơn ngành của chi Aspidoras đã được chứng minh.

## Các loài
Có tất cả 23 loài trong chi Aspidoras:
- Aspidoras albater Nijssen & Isbrücker, 1976
- Aspidoras belenos M. R. Britto, 1998
- Aspidoras brunneus Nijssen & Isbrücker, 1976
- Aspidoras carvalhoi Nijssen & Isbrücker, 1976
- Aspidoras depinnai M. R. Britto, 2000
- Aspidoras eurycephalus Nijssen & Isbrücker, 1976
- Aspidoras fuscoguttatus Nijssen & Isbrücker, 1976
- Aspidoras gabrieli Wosiacki, T. G. Pereira & R. E. dos Reis, 2014[6]
- Aspidoras lakoi P. Miranda-Ribeiro, 1949
- Aspidoras maculosus Nijssen & Isbrücker, 1976
- Aspidoras marianae M. D. V. Leão, M. R. Britto & Wosiacki, 2015[7]
- Aspidoras menezesi Nijssen & Isbrücker, 1976
- Aspidoras mephisto Tencatt & Bichuette, 2017[8]
- Aspidoras microgalaeus M. R. Britto, 1998
- Aspidoras pauciradiatus (S. H. Weitzman & Nijssen, 1970)
- Aspidoras poecilus Nijssen & Isbrücker, 1976
- Aspidoras psammatides M. R. Britto, F. C. T. Lima & A. C. A. Santos, 2005
- Aspidoras raimundi (Steindachner, 1907)
- Aspidoras rochai R. Ihering, 1907
- Aspidoras spilotus Nijssen & Isbrücker, 1976
- Aspidoras taurus F. C. T. Lima & M. R. Britto, 2001
- Aspidoras velites M. R. Britto, F. C. T. Lima & C. L. R. Moreira, 2002
- Aspidoras virgulatus Nijssen & Isbrücker, 1980

## Phân bổ
Những thành viên trong chi Aspidoras thường sống ở những dòng suối nhỏ và cạn tại các vùng trung tâm và phía đông Brazil. Đa số chúng là những loài đặc hữu hẹp, chỉ xuất hiện ở một số hệ thống sông chính, cụ thể: A. fuscoguttatus và A. lakoi bắt nguồn từ hệ thống sông Paraná; A. albater, A. eurycephalus và A. gabrieli bắt nguồn từ hệ thống sông Tocantins; A. brunneus, A. marianae và A. microgalaeus bắt nguồn từ hệ thống sông Xingu; A. belenos, A. pauciradiatus và A. velites bắt nguồn từ hệ thống sông Araguaia; A. rochai bắt nguồn từ những con sông quanh thành phố Fortaleza; A. raimundi bắt nguồn từ sông Parnaíba; A. carvalhoi bắt nguồn từ những con sông quanh thành phố Guaramiranga; A. maculosus bắt nguồn từ sông Itapicuru; A. menezesi bắt nguồn từ sông Jaguaribe; A. spilotus bắt nguồn từ sông Acaráu; A. poecilus bắt nguồn từ các sông Xingu, sông Araguaia và sông Tocantins; A. psammatides bắt nguồn từ sông Paraguaçu; A. virgulatus bắt nguồn từ các sông ven biển thuộc bang Espírito Santo; A. depinnai bắt nguồn từ thượng nguồn sông Ipojuca; A. taurus bắt nguồn từ thượng nguồn sông Itiquira trên và sông Taquari, cả hai nhánh của sông Paraguay.

## Cá cảnh

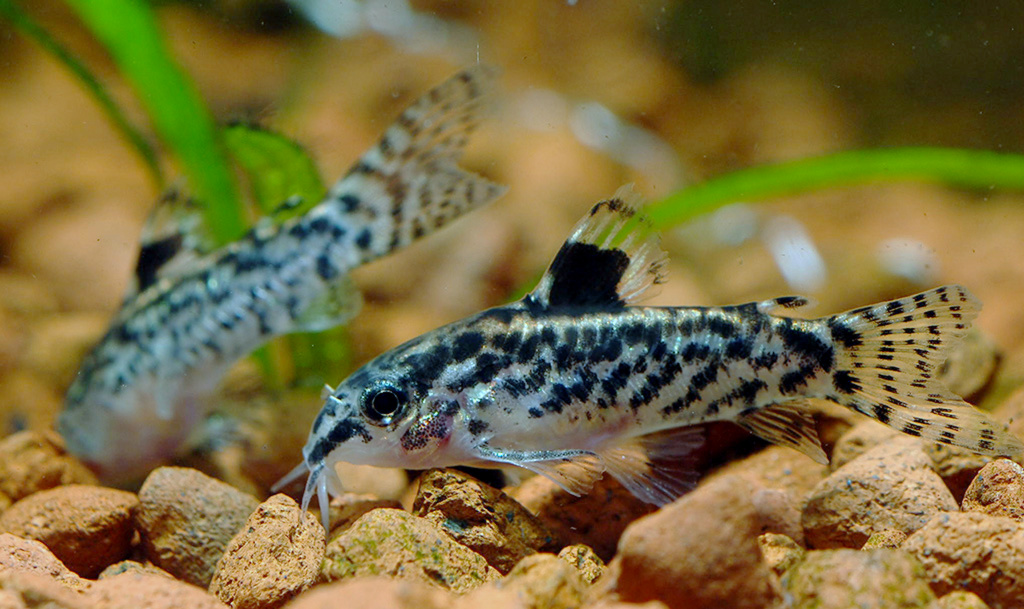
Aspidoras pauciradiatus

Aspidoras có thể được nuôi làm cảnh tương tự như hầu hết các loài thuộc chi Corydoras. Chúng sinh trưởng tốt trong nước có độ pH từ 6,8 đến 7,0 và nhiệt độ khoảng 22 đến 26 °C. Loài thường được nuôi trong hồ cá cảnh nhiều nhất là Aspidoras pauciradiatus.